# Гней Ауфидий (претор)
Гней Ауфи́дий (лат. Gnaeus Aufidius; II—I века до н. э.) — римский политический деятель и писатель из плебейского рода Ауфидиев, претор в неустановленном году.

## Биография
В источниках сохранились только отрывочные сведения о Гнее Ауфидии. В трактате Марка Туллия Цицерона «О пределах блага и зла» Марк Пупий Пизон Фруги Кальпурниан рассказывает, что Ауфидий был человеком образованным и занимал должность претора. Позже Гней потерял зрение и не раз говорил, что «больше страдает от того, что не видит света, а не от неудобств в практической жизни». Он «и в сенате голосовал, и друзей не покидал, и греческую историю написал, и в словесности был весьма прозорлив».
Согласно предположению антиковеда Роберта Броутона, Гней Ауфидий был претором в 107 году до н. э., а в 106 году до н. э. управлял провинцией Азия с полномочиями пропретора.
Будучи стариком, Гней Ауфидий усыновил молодого нобиля из рода Аврелиев, который получил имя Гней Ауфидий Орест.